# 紅蓮の月
「紅蓮の月」（ぐれんのつき）は、日本のシンガーソングライター・柴田淳の13作目のシングル。2006年7月26日にビクターエンタテインメントから発売された。

## 概要
- 表題曲「紅蓮の月」は、フジテレビ系『美しい罠』の主題歌として使用された。
- PV監督は、井上強が担当している。

## 収録曲
1. 紅蓮の月 [4:44]
作詞・作曲：柴田淳、編曲：重実徹
2. 後ろ姿 [5:32]
作詞・作曲：柴田淳、編曲：重実徹

## 収録アルバム
- オリジナル『月夜の雨』（#1）（2007年2月21日）

## タイアップ
| 曲名     | タイアップ                     |
| -------- | ------------------------------ |
| 紅蓮の月 | フジテレビ系『美しい罠』主題歌 |